# Madan Lal Puri

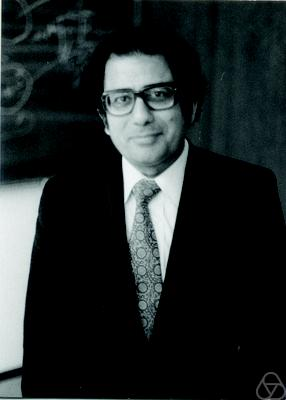
Madan Lal Puri (1974) - indischer Mathematiker

Madan Lal Puri (* 20. Februar 1929 in Sialkot) ist ein indischer Mathematiker, aktiv auf dem Gebiet der Statistik.

## Leben
Puri studierte Mathematik an der Panjab University, kam 1957 in die USA, wo er an der University of Colorado studierte und lehrte. Er wurde 1962 an der University of California, Berkeley mit der Dissertation Asymptotic Efficiency of a Class of C-Sample Tests unter Erich Leo Lehmann promoviert. Später wirkte er an der New York University und ab 1968 an der Indiana University als "full professor".
Seine mathematischen Beiträge liegen im Bereich von Wahrscheinlichkeitstheorie, Extremwertverteilungen, Zeitreihen sowie parameterfreien Tests. Nach ihm und Pranab Kumar Sen ist der Sen-Puri-Test benannt. Mit Sen veröffentlichte er 1971 Nonparametric Methods in Multivariate Analysis.
2014 erhielt Puri den Wilks Memorial Award.